# ابراهیم حشمت
ابراهیم حشمت طالقانی (زاده ۱۲۶۴ روستای شهراسر (طالقان) – درگذشته ۲۱ اردیبهشت ۱۲۹۸ رشت) مشهور به دکتر حشمت و ملقب به «حشمت الاطباء» و «سردار حشمت»، فرزند عباسقلی بود. وی اهل روستای شهراسر طالقان شناخته می‌شود. او از سران نهضت جنگل بود که از آغاز تشکیل این نهضت با آن همکاری می‌کرد و چندی از طرف هیئت اتحاد اسلام که شورای رهبری نهضت جنگل محسوب می‌شد، به حکومت لاهیجان منصوب شد.

## تولد
ابراهیم حشمت در سال ۱۲۶۴، در روستای شهراسر طالقان چشم به جهان گشود. پدرش میرزا عباسقلی پزشک تجربی بود. مادرش سکینه نام داشت. پدر در سال ۱۲۸۵ و مادر در سال ۱۲۷۹ شمسی چشم از جهان فرو بستند و مدفن‌شان در همان روستای شهراسر طالقان است. حشمت‌الاطباء تنها در فصل تابستان در زادگاهش طالقان اقامت داشت. زمانی که ابراهیم ۱۸ سال داشت، پدرش او را برای تحصیل به تهران فرستاد و نامش را در مدرسه «آلیانس فرانسه» ثبت نمود. این زمان مصادف بود با اوج مبارزات مشروطه‌خواهان و همین امر سبب شد که ابراهیم به رشد سیاسی و آگاهی ویژه‌ای برسد. او سپس در مدرسه دارالفنون به تحصیل طب مشغول شد. هم‌زمان با دایر شدن مدرسه سیاسی از سوی مشیرالدوله به این مدرسه هم راه یافت و دروس آن را با موفقیت به پایان رساند.

## در لاهیجان
در سال ۱۳۲۸ قمری شاهسون‌ها در اردبیل علیه دولت مشروطه طغیان کردند و ابراهیم که اینک طبیب شده بود، به عنوان پزشک ارتش برای سرکوبی طغیان شاهسون‌ها اولین مأموریت و سفر جنگی خود را آغاز نمود. تجربیاتی که او در این سفر - چه از نظر پزشکی و چه از نظر نظامی - کسب نموده بود، سبب شد در جریان [نهضت جنگل]، «نظام ملی» را در لاهیجان دایر کند و خود سرپرستی آن را به عهده بگیرد.
هنگامی که روس‌ها در سال ۱۳۲۹ قمری برابر با ۱۲۸۶ شمسی از طریق آستارا به خاک ایران تجاوز کرده و به شهرهای انزلی و رشت هجوم آوردند، «جمعیت اتحاد اسلام» که دکتر حشمت از اعضای فعال آن بود، به مقابله و مبارزه با روس‌ها پرداخت و گروه‌های مختلفی را به نقاط مختلف گیلان اعزام کرد. در همین تاریخ [میرزا کوچک خان] را در منزل مؤید الدیوان - داماد میرزا محمدخان صالحی لاهیجانی ملاقات کرد. در همین جلسه بود که پیشنهاد میرزا کوچک خان در خصوص انتخاب جنگل‌های گیلان برای استقرار مرکز عملیات جنگل‌ها به تصویب رسید و طولی نکشید که با دو تن از دوستان دیگر به نام‌های سیدمحمد خان و شیخ عبدالاسلام عرب و میرزا کوچک خان شبانه از لاهیجان به رشت حرکت کردند.
اعضای هسته مرکزی اتحاد اسلام، عبارت بودند از: میرزا کوچک خان، میرزا احمد مدنی، دکتر حشمت، میرزا شفیع رضاسرایی، سید عبدالکریم کاشی، میرزا نحمی اسحق‌زاده و میرزا ابوالقاسم، حاجی احمد کسمائی، محمدعلی پیربازاری، میرزا محمد رضا حکیمی. هدفشان را به این شرح اعلام کردند: اخراج نیروهای بیگانه از کشور، برقراری امنیت و رفع بی‌عدالتی، مبارزه با خودکامگی و استبداد.
ریاست شورای نظامی جنگل در گوراب زرمیخ با میرزا کوچک خان و در لاهیجان با دکتر حشمت بود. نهضت جنگل تنها با قزاقان و ایادی دولتی دست به گریبان نبود، بلکه قوای انگلستان هم در سرکوب جنگلی‌ها نقش مؤثری داشت.

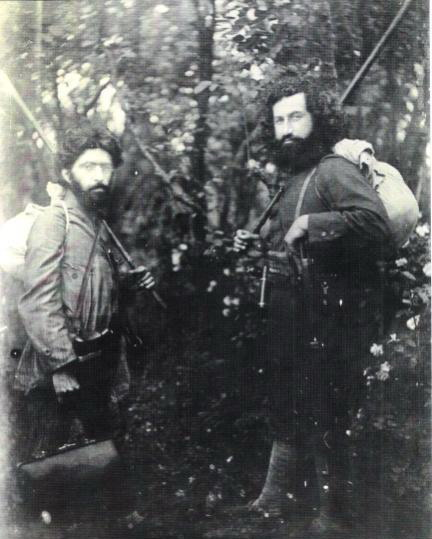
میرزا و دکتر حشمت

دکتر حشمت همیشه در اندیشه خدمت به مردم منطقه و رشد فرهنگ مردم بود و در تماس با روشنفکران و آزادی‌خواهان رانکوه (لنگرود و رودسر) و هم‌زمان با دایر کردن «نظام ملی» در لاهیجان، از آنان برای گسترش فرهنگ و آبادانی منطقه و نیز ایجاد راه‌های ارتباطی و کمک به تهیدستان و توجه به بهروزی دهقانان یاری می‌طلبید.
حمله قوای دولتی به فرماندهی ایوب خان میرپنج از یک‌سو و حمایت هواپیماهای انگلیسی از آن‌ها و بمباران مواضع جنگل‌ها مجال به جنگلی‌ها نمی‌داد، تا آن‌جا که میرزا کوچک خان ناچار شد به همراه ۹۴۳ نفر از مبارزان جنگل به سوی شرق گیلان و لاهیجان حرکت کند.
وقتی همراهان میرزا به لاهیجان رسیدند، در آنجا دکتر حشمت با نفرات خود به آنان پیوست که تعدادشان به ۱۴۳۲ نفر رسید. آنان در روز اول ماه شعبان ۱۳۳۷ قمری به دشت وسیع کجور واقع در ۳۱ کیلومتری جنوب تنکابن رسیدند.

## محاکمه  و اعدام
در حوالی تنکابن و در طول راه همه‌جا قوای دولتی و مزدوران منطقه در تعقیب‌شان بودند. اوضاع بر آنان چنان سخت شد که به‌ناچار دکتر حشمت تصمیم گرفت با توجه به امان نامه‌ای که حکومت مرکزی داده‌است تسلیم قوای دولتی شود، هرچند میرزا کوچک خان با تصمیم او مخالف بود. وقتی این کار صورت گرفت، دولتی‌ها به بهانه این‌که رئیس کل قزاق دولت ایران (ژنرال استاروسلسکی) در رشت می‌باشد، به آن‌ها گفتند ما باید شما را روانه رشت کنیم تا به شما پروانه آزادی بدهند و به منازل خود بازگردید!
روز ششم ماه شعبان پس از سه روز اقامت در خرم‌آباد تنکابن، تعداد جنگلی‌ها به یکصدو هشتاد نفر رسید که همگی به همراه دکتر حشمت و هشت نفر قزاق به رشت حرکت داده شدند.
در نزدیکی «دیوشل» دکتر حشمت را از یارانش جدا کردند و با درشکه به لاهیجان بردند. از این لحظه به بعد دکتر حشمت اطمینان پیدا کرد که دیگر امیدی برای نجات خود نیست و تمام وعده‌ها فریبنده بوده‌است.
سرتیپ عبدالجواد قریب (متین الملک) کسی بود که وقتی در دادگاه سیلی محکمی به دکتر حشمت زد، این برخورد خوشایند دیگران نبود.
محاکمه دکتر حشمت زود پایان یافت و در ساعت پنج بعد از ظهر همان روز او را با درشکه‌ای به میدان اعدام آوردند. دکتر حشمت از درشکه پیاده شد و شجاعانه و استوار به پای چوبۀدار رفت.
دکتر حشمت در روز چهاردهم اردیبهشت سال ۱۲۹۸ شمسی برابر با یازدهم شعبان ۱۳۳۷ قمری و ۳ ماه مه ۱۹۱۹ میلادی درگذشت.
پیکر او را کاس آقا حسام معروف به خیاط که از آزادی‌خواهان قدیمی مقیم رشت بود تحویل گرفت و در گورستان محله چله‌خانه به خاک سپرد.
سید اشرف‌الدین حسینی معروف به «نسیم شمال» به مناسبت اعدام دکتر حشمت دو بیت شعر زیر را سرود:
| رشت شد نامدار ایوالله |  | شاد شد مالدار ایوالله |
| دکتر طالقانی اندر رشت |  | رفت بالای دار ایوالله |

ابراهیم فخرایی که از یاران میرزا و نویسنده کتاب «سردار جنگل» است، در قسمتی از یادداشت‌های خود آورده‌است: «دربارهٔ مرحوم دکتر حشمت زیاد کار نشده‌است و جامعه آزادی‌خواه حقش را به نحو احسن ادا نکرده‌است. شنیده‌ام، هر وقت محصول برنج شمال را که از آب حشمت رود مشروب می‌شود برمی‌دارند، قسمتی از آن را به نام خیرات و شادی روح احداث‌کننده حشمت رود برای مستضعفین و بینوایان اختصاص می‌دهند.»
رحیم صفاری در مورد دکتر حشمت اشاره می‌نویسد: «دکتر حشمت معتقد بود اگر انقلاب همیشه به دنبال شعارهای تند و ویرانگر برود، افتخاری برای خود ذخیره نخواهد کرد. وضع مردم را به بهانه انقلاب بدتر کردن هنر نیست و اگر ما توانستیم وضع مردم را بهتر بکنیم به بشریت خدمت کرده‌ایم.»